# Виллапутцу
Виллапутцу (итал. Villaputzu) — коммуна в Италии, располагается в регионе Сардиния, подчиняется административному центру Кальяри.
Население составляет 4831 человек, плотность населения составляет 26,65 чел./км². Занимает площадь 181,28 км². Почтовый индекс — 9040. Телефонный код — 070.
Покровителем коммуны почитается святой Георгий Победоносец, празднование 15 мая.